# Don't Cross the River
Don't Cross the River è un brano musicale del gruppo musicale pop rock America, pubblicato nel 1973 come secondo singolo per il loro secondo album, Homecoming. Fu scritto dal membro Dan Peek e prodotto dallo stesso gruppo.
Il singolo contiene sul lato B To Each His Own.
La canzone raggiunse la trentacinquesima posizione nella Billboard Hot 100.